# Johann Murbach
Johann Murbach war ein oberrheinischer Gouachenmaler, der nur mit wenigen Arbeiten auf Papier zwischen 1767 und 1778 belegbar ist.

## Leben

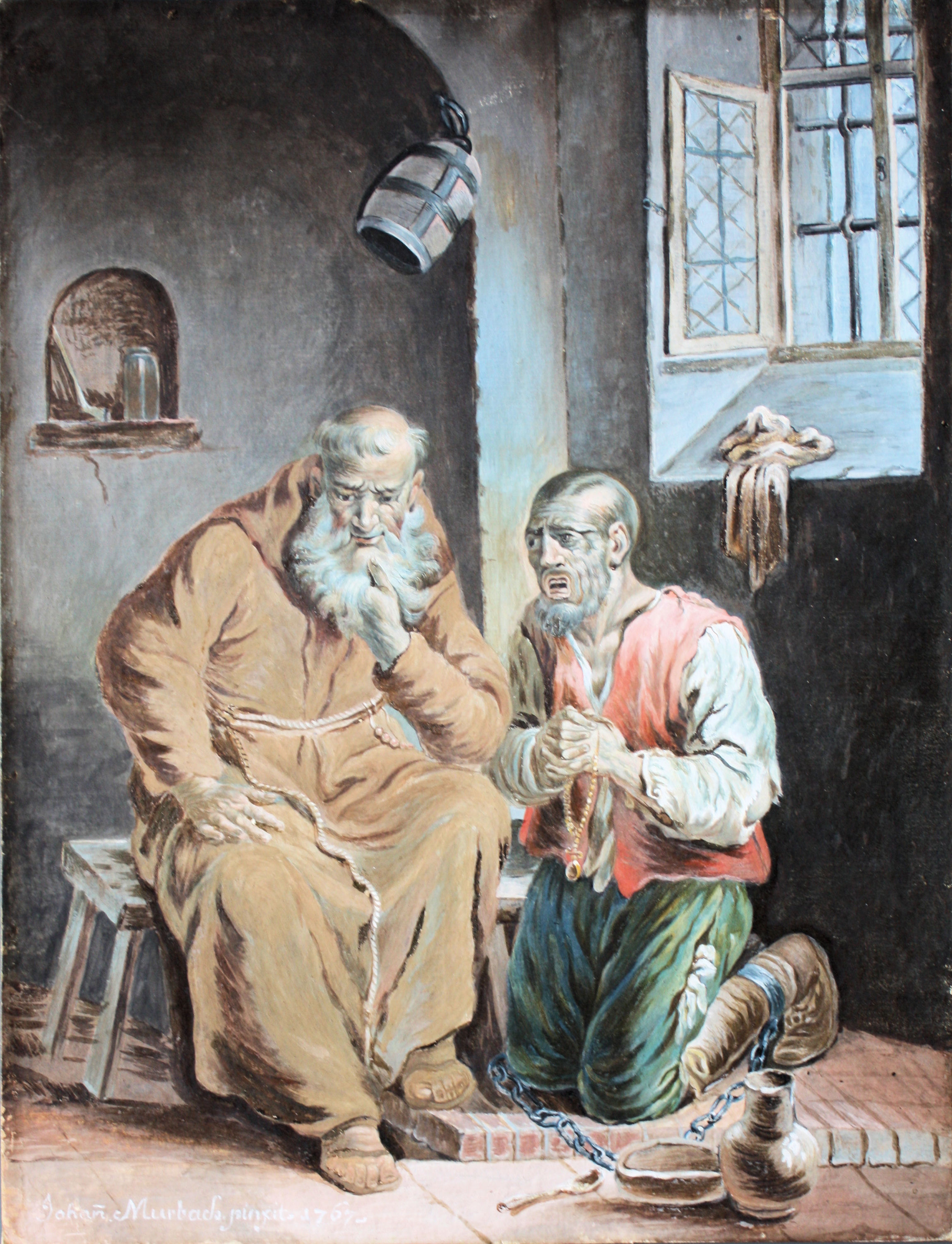
Johann Murbach: Kapuziner bei der Abnahme der (letzten) Beichte, Gouache 1767

Über das Leben des Johann Murbach ist nichts bekannt. Der Name Murbach war im 18. Jahrhundert von Colmar bis Schaffhausen verbreitet. In den einschlägigen Künstlerverzeichnissen seiner Zeit von Johann Heinrich Füssli über Johann Georg Meusel bis Georg Kaspar Nagler wird Johann Murbach nicht erwähnt. Auf dem Kunstmarkt wurden in den letzten Jahren wiederholt Gouachen angeboten, die seine Signatur und Jahreszahlen zwischen 1767 und 1778 aufweisen. Stilistisch und thematisch dürfte er in Basel gelebt und gearbeitet haben. Dazu passt ein Vermerk auf der von ihm signierten Darstellung eines Basler Bannerträgers von 1773, die 2010 im Luzerner Auktionshaus Fischer angeboten wurden. Danach soll er Stubenrechtler der Basler Zunft zum Himmel in der Freien Strasse (33) gewesen sein.